# ناتاليا توركالو
ناتاليا توركالو (بالأوكرانية: Туркало Наталія Миколаївна) مواليد 25 يونيو 1982، هي لاعبة كرة يد أوكرانية. مثلت منتخب أوكرانيا لكرة اليد للسيدات.

## سجل المنافسة
شاركت في البطولات التالية:
- بطولة أوروبا لكرة اليد للسيدات 2012